# Штраймл

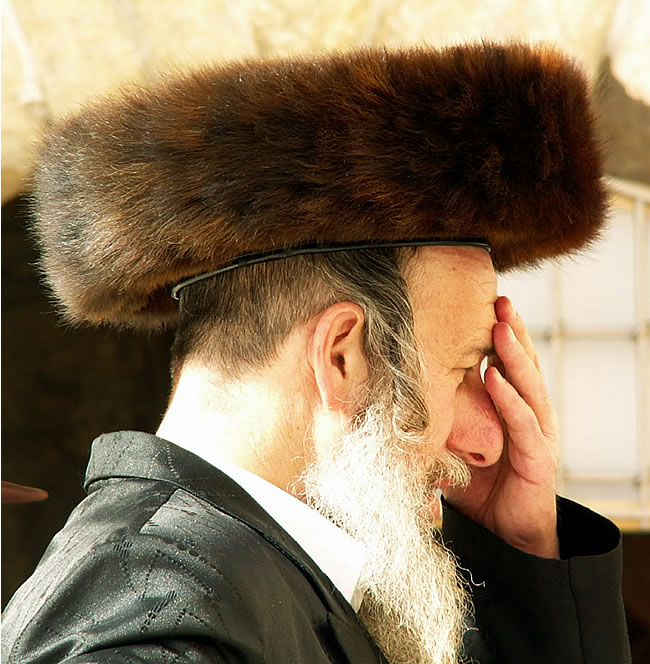

Штраймл, штраймель (їд. שטרײַמל; пестлива форма від слова «штрам» -шапка) — головний убір хасидів, який вони надягають тільки в особливо урочистих випадках (в суботу, свято, на весілля або коли зустрічаються з ребе).
Існує понад 20 типів штраймлів. Зазвичай це чорна оксамитова ярмулка, облямована чорними або коричневими лисичими або соболиними хвостами.
Одна з версій свідчить, що за часів вигнання євреїв з Іспанії їх хотіли принизити, змушуючи носити на голові хутро «нечистої тварини» — хвіст лисиці, щоб відрізняти євреїв від інших народів. Але євреї перетворили цей «знак ганьби» в «відзнаку».
Кажуть, що засновник хасидизму Баал Шем Тов носив, крім штраймла, ще й чалму. За іншою легендою — хутряні шапки з дорогою шубою носили багатії й аристократи, а євреї просто перейняли цю моду.
Колись цей головний убір був точним показником економічного становища його власника. Щоправда, і зараз він коштує чималих грошей. Бідні носили штраймл з необроблених хвостів. Такі шапки були важкими, і можна було порахувати, скільки там хвостів. А по нужді носили і штраймл з простого овечого хутра. Люди середнього достатку носили лисячий штраймл, а заможні — з соболя. Штраймли час від часу видозмінювалися, на них теж була своєрідна «мода». Найскромніші моделі являли собою звичайну шкіряну шапку з оповитим навколо неї одним лисячим хвостом. Деякі носили шапки з 13 хвостів — за рахунком 13 «мідот рехамім» — мір милості. Було також 18 хвостів — по гематрії слова חי — життя, або 26 — по гематрії одного з імен Господа. У кожній громаді — своя модель, і по вигляду штраймла можна визначити, до яких хасидів відноситься власник.